# Heidenbach (Werre)
Der Heidenbach ist ein 6,6 km langer orografisch linker Nebenfluss der Werre im Kreis Lippe in Ostwestfalen-Lippe, Deutschland.

## Verlauf
Der Heidenbach entspringt auf ca. 235 m ü. NN in einem tief eingeschnittenen Tal, welches durch den 393 m hohen Bielstein im Westen, die 386 m hohe Grotenburg im Osten, sowie durch den 393,4 m hohen Klöppingsberg im Süden begrenzt wird.
Der Heidenbach fließt von seinem Ursprung aus durch das Heidental in Richtung Süden, durchfließt Hiddesen und Heidenoldendorf und mündet schließlich nördlich von Heidenoldendorf bei Mühlenbruch in die Werre.
Ab Heidenoldendorf wurde der Bach auf seinen letzten eineinhalb Kilometern bis zu seiner Mündung kanalisiert und in Heidenoldendorf auf einer Länge von 400 Metern in ein Betonbett gezwungen.
Der Bach überwindet insgesamt einen Höhenunterschied von 115 Metern, was einem mittleren Sohlgefälle von 1,8 Prozent entspricht.
In der Deutschen Grundkarte ist eine andere Quelle als Quelle des Heidenbaches ausgewiesen. Diese befindet sich nordöstlich der vom Landesvermessungsamtes NRW ausgewiesenen Quelle am Südhang der Grotenburg. Nimmt man diese als Ursprung des Gewässers an, so ergibt sich eine Gesamtlänge von 7,0 km.

## Tourismus/Freizeit
Im Heidental gibt es eine Vielzahl markierter Wanderwege, darunter der Hermannsweg, der aus dem Heidental hinauf zum Hermannsdenkmal auf die Grotenburg führt.

## Umwelt
Der Heidenbach wird der Gewässergüteklasse II zugeordnet. Dies bedeutet, dass er mäßig verschmutzt ist.
Der Bach durchfließt das Landschaftsschutzgebiet Heidenbach (Heidental) und das Landschaftsschutzgebiet Heidenbach (Vietberg).

## Besonderheiten
Der Heidenbach entspringt an der Nordflanke des Teutoburger Waldes, welcher Teil der Weser-Ems-Wasserscheide ist. Deshalb fließt sein Wasser über die Werre der Weser zu, während hingegen Gewässer, die wenige Kilometer weiter südlich entspringen, der Ems zufließen.
Der Heidenbach besitzt keine nennenswerten und benannten Nebengewässer.
Nach langen Trockenphasen, vor allem im Sommer, fällt der Heidenbach auf weiten Strecken trocken.

## Fotos

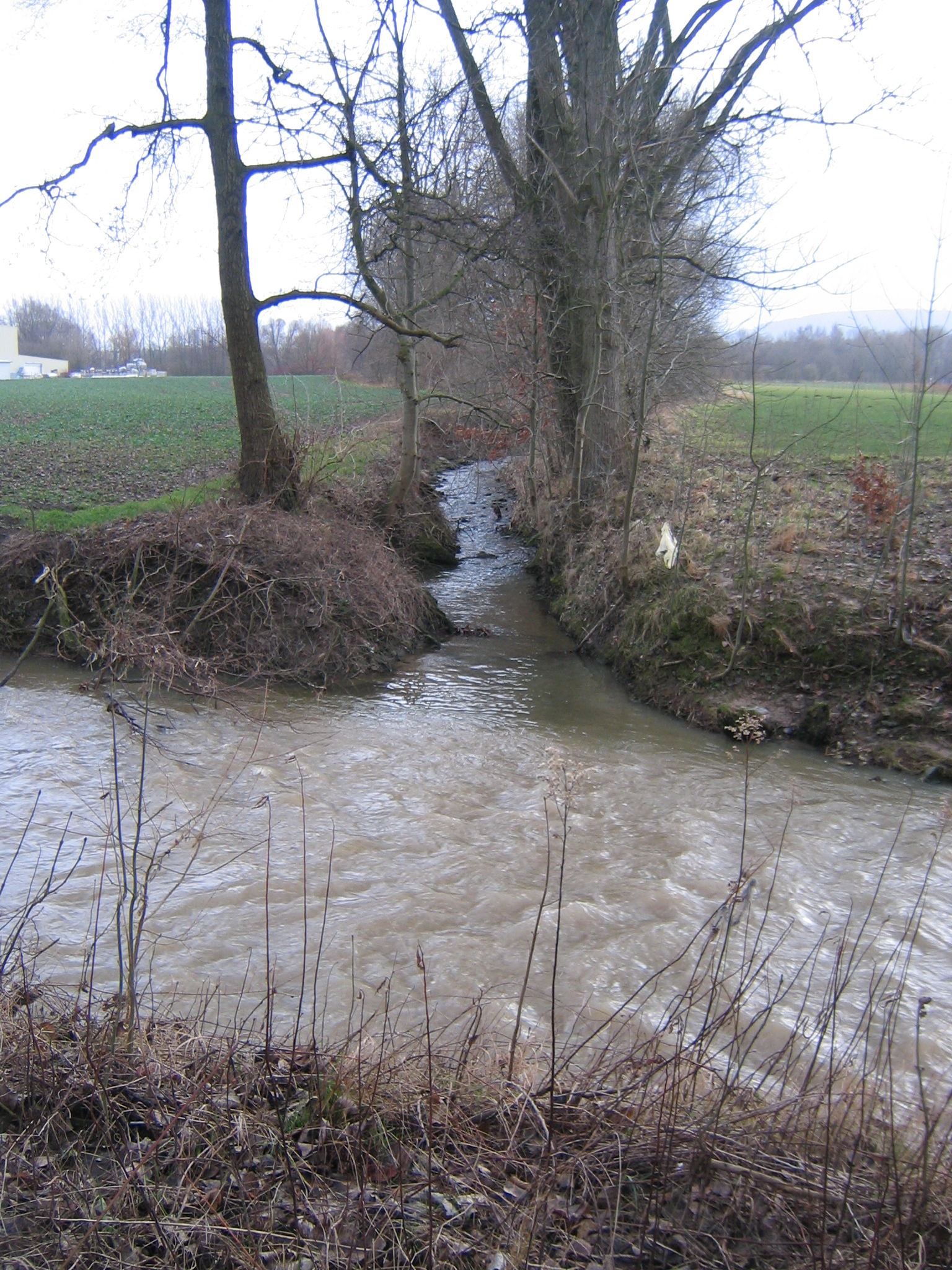
Einmündung des Heidenbachs in die Werre
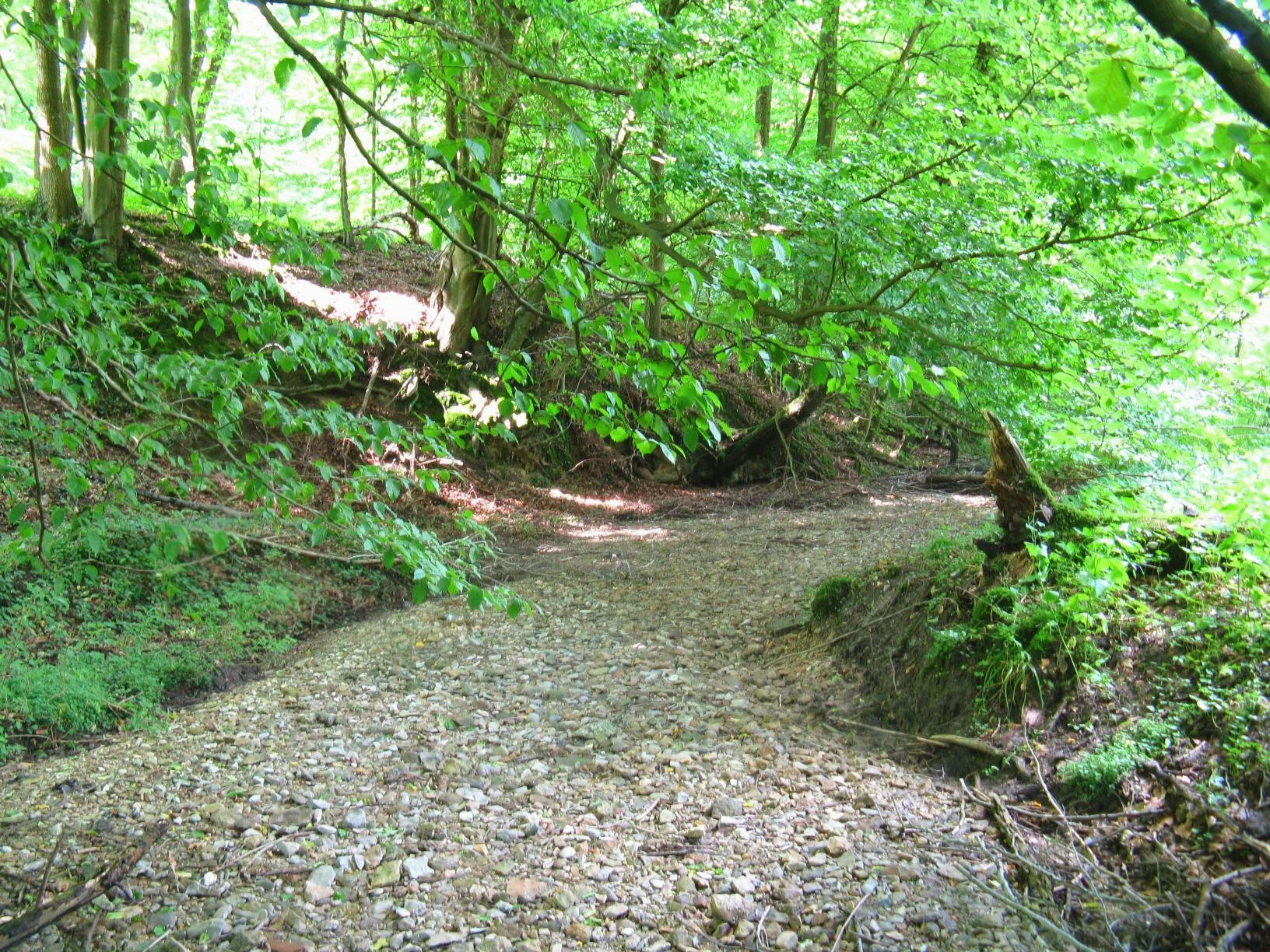
Der ausgetrocknete Heidenbach im Oberlauf
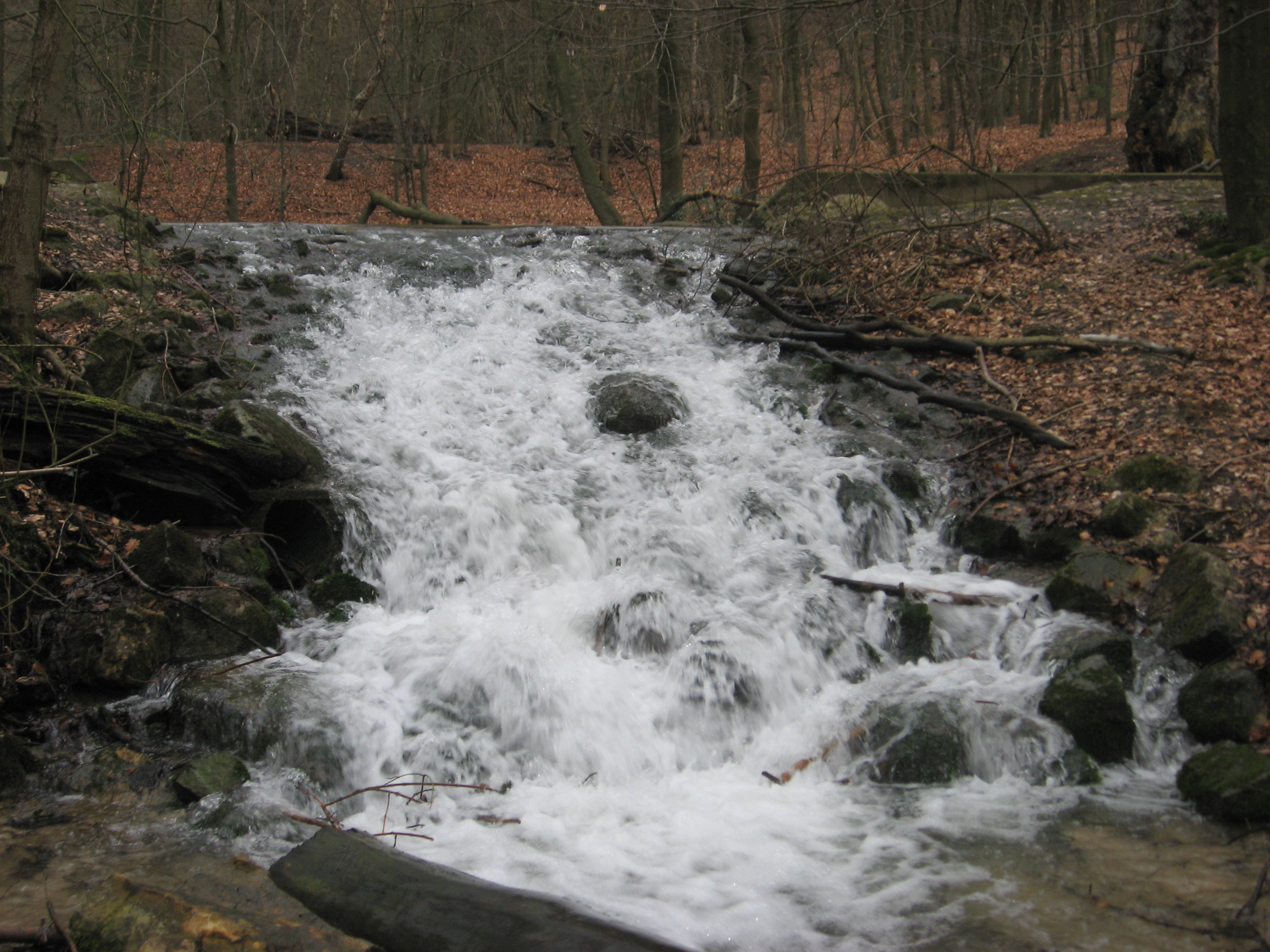
Künstlich angelegter Wasserfall des Heidenbaches